# Антона Гарсия
«Антона Гарсия» (исп. Antona Garcia) — пьеса испанского драматурга Тирсо де Молины, которую относят к циклу исторических драм. Была написана в 1622 или 1623 году, опубликована в 1635 году в четвёртом томе собрания пьес Тирсо де Молины.
Действие пьесы происходит в 1476 году, во время гражданской войны в Кастилии. Крестьяне во главе с Антоной Гарсией отказываются поддержать знать, которая подняла мятеж в союзе с португальцами. Антона погибает в бою, её приверженцев ждёт жестокая кара. Литературоведы относят пьесу к «народно-революционным драмам испанского Золотого века» наряду с «Фуэнте Овехуной» Лопе де Вега и «Саламейским алькальдом» Кальдерона.